# Dal'negorsky (huyện)
Huyện Dal'negorsky (tiếng Nga: ? райо́н) là một huyện hành chính tự quản (raion), của Vùng Primorsky, Nga. Huyện có diện tích 5363 kilômét vuông, dân số thời điểm ngày 1 tháng 1 năm 2000 là 13100 người. Trung tâm của huyện đóng ở Dal'negorsk.